# Massuria angulata
Massuria angulata är en spindelart som beskrevs av Tamerlan Thorell 1887. Massuria angulata ingår i släktet Massuria och familjen krabbspindlar.
Artens utbredningsområde är Myanmar. Inga underarter finns listade i Catalogue of Life.